# 小行星7498
小行星7498（7498 Blaník）是一颗绕太阳运转的小行星，为主小行星带小行星。该小行星于1996年1月16日发现。

## 轨道参数
小行星7498的轨道半长轴为3.1761256 UA，离心率为0.020。